# نادي برق شيراز
نادي برق شيراز (بالفارسية: باشگاه فوتبال برق شیراز) ، هو نادي رياضي لكرة القدم في إيران، وتقع مقره في مدينة شيراز.

## روابط إضافية
- Bargh Shiraz Official Website
- (بالفارسية) Official club website
- (بالإنجليزية) Players and Results